# فينيش فوغات
فينيش فوغات (من مواليد 25 أغسطس 1994) هي ناشطة ولاعبة مصارعة حرة هندية محترفة، حاصلة على عدة ميداليات ذهبية في ألعاب الكومنولث، حيث فازت بالميداليات الذهبية في ألعاب الكومنولث عام 2014 و2018 و2022. أصبحت أول مصارعة هندية تفوز بميدالية ذهبية في ألعاب الكومنولث والألعاب الآسيوية بعد فوزها بالميدالية الذهبية في الألعاب الآسيوية 2018. كما فازت بميداليتين برونزيتين في بطولة العالم للمصارعة. أصبحت المصارعة أول هندية يتم ترشيحه لجوائز لوريوس الرياضية العالمية المرموقة في عام 2019. وقد كرمته حكومة الهند بجائزة أرجونا لأدائه المتميز في المصارعة. 
استبعدت فينيش التي كتبت التاريخ عندما أصبحت أول مصارعة هندية تصل إلى النهائي في دورة الألعاب الأولمبية، من منافسات وزن 50 كيلوجرام للسيدات قبل ساعات من مباراتها للفوز بالميدالية الذهبية ضد الأمريكية سارة هيلدبراندت في ملعب شامب دي مارس بعد اكتشاف زيادة وزنها، لم تتمكن اللاعبة البالغة من العمر 29 عاما من ولاية هاريانا،  والتي تغلبت على بطلة العالم والمصنفة الأولى عالمياً يوي سوساكي من اليابان في المباراة الافتتاحية، وعلى الكوبية يوسنيليس غوزمان لوبيز في مباراة نصف نهائي المصارعة الحرة للسيدات في وزن 50 كجم في ساحة شامب دي مارس في باريس، من تحقيق الحد الأقصى للوزن في صباح يوم النهائي. وتم اكتشاف أنها تجاوزت الحد الأقصى المسموح به بمقدار 100 إلى 150 غراما وبالتالي تم استبعادها. بعد استبعادها، أعلنت فينيش أنها استأنفت القرار أمام محكمة التحكيم الرياضية. وطالبت بمنحها الميدالية الفضية المشتركة في الحدث لأنها كانت ضمن حدود الوزن القانوني خلال اليوم الأول من المباراة. كما أعلنت اعتزالها الرياضة نهائياً.
بالإضافة إلى شهرتها الرياضية عرفت فينيش في وطنها باحتجاجها على التحرش الجنسي، بما في ذلك تقديم ادعاءات ضد شخصية رئيسية في رياضتها.
قال العديد من معجبيها إن استبعادها كان فاجعة خاصة إلى ما تمثله للنساء في وطنها الهند. في العام الماضي، قادت مجموعة من زملائها المصارعين في الاحتجاج على سلوك  الرئيس السابق لاتحاد المصارعة الهندي آنذاك بريج بوشان شاران سينغ. في رسالة في يناير 2023 اتهمت المجموعة سينغ بالتحرش الجنسي ضد العديد من المصارعات الشابات. كما زعمت أنه بعد أن فشلت فوغات في الحصول على ميدالية في أولمبياد طوكيو، قام سينغ "بمضايقتها عقليًا وتعذيبها"، مما دفع المصارعة إلى حد التفكير في الانتحار وطالبت المجموعة التي قودتها فوغات بإجراء تحقيق وإقالة سينغ وحل الاتحاد. وتضمنت الاتهامات الموجهة إلى سينغ التحرش والاتصال الجسدي غير اللائق. وقد وجهت إليه اتهامات بالاعتداء والمطاردة والتحرش الجنسي في يونيو العام الماضي، الذي تنظره المحاكمة، الأمر الذي نفاه في مناسبات عديدة. على مدار عدة أشهر، تقدم المصارعون بشكاوى إلى مراكز الشرطة ونظموا مسيرات وأشكالاً أخرى من الاحتجاج. في مايو ألقى رجال مكافحة الشغب القبض على فوغات وغيره من المحتجين بعنف واحتجزوهم بتهمة الإخلال بالنظام بعد محاولتهم السير نحو مبنى البرلمان. كما ناموا في شوارع نيودلهي لمدة أربعين يوماً قبل توجيه الاتهام إلى سينغ.

## روابط خارجية
- فينيش فوغات على موقع المصارعة العالمية المتحدة
- فينيش فوغات في اللجنة الأولمبية الدولية
- فينيش فوغات في موقع أوليمبيديا